# Ардарих
Ардарих (Ardarich; † след 460 г.) е крал на източногерманското племе гепиди през 5 век.

## Биография
Ардарих е васал на краля на хуните Атила и има голямо влияние в двора му. След смъртта на Атила през 453 г. започват бунтове на различните народи между Карпатите и Дунав.
Ардарих се съюзява с другите племена и е командир на съюзниците при битката при р. Недао през 454 г. в Панония. Това води до разпадането на Хунското царство. Ардарих основава след това кралството на гепидите между Дунав, Тиса, Алт и Карпатите, което съществува и през 6 век.